# Зубок, Владислав Мартинович
Владислав Мартинович Зу́бок (род. 16 апреля 1958, Москва, СССР) — профессор истории Лондонской школы экономики и политических наук, специалист по сталинизму, «холодной войне», интеллектуальной истории России в XX веке. Кандидат исторических наук.

## Биография
В 1980 году окончил исторический факультет МГУ имени М. В. Ломоносова и аспирантуру Института США и Канады АН СССР.
В 1984 году защитил диссертацию на соискание учёной степени кандидата исторических наук по теме «Особенности формирования политической элиты США на примере администрации Дж. Картера» (специальность 07.00.03 — всеобщая история).
С 1990-х годов работает и преподаёт на Западе. Был профессором Темпльского университета (Филадельфия). С 2013 года профессор Лондонской школы экономики и политических наук.
Сын Мартина Зубока, одного из ветеранов советского телевидения.
Его дед — историк-американист Л. И. Зубок.
Отмечал, что в России «поддерживают людей с авторитарными замашками».

## Научные труды
- Абрамов Ю. К., Зубок В. М. Партии и исполнительная власть в США (70-80-е годы) / АН СССР, Институт США и Канады. — М. : Наука, 1990. — 142 с. ISBN 5-02-010481-7
- Inside the Kremlin’s Cold War, From Stalin to Krushchev. Harvard University Press, 1996. ISBN 9780807830987, OCLC 226044981
- A Failed Empire: the Soviet Union in the Cold War from Stalin to Gorbachev. University of North Carolina Press[англ.]*, 2007. OCLC 740788529
  - Неудавшаяся империя. Советский Союз в холодной войне от Сталина до Горбачёва. / авториз. пер. с англ. яз. М. Ш. Мусиной — М.: РОССПЭН: Фонд «Президентский центр Б. Н. Ельцина», 2011. — 672 с. ISBN 978-5-8243-1543-1 (История сталинизма / Уполномоченный по правам человека в Российской Федерации [и др.])
- Zhivago’s Children: the Last Russian Intelligentsia. Harvard University Press, 2009. ISBN 9780674062320, OCLC 949194466
- Masterpieces of History: A Peaceful End of the Cold War in Europe, 1989. Central European University Press[англ.], 2010. (editor with Svetlana Savranskaia and Thomas Blanton)
- Società totalitarie e transizione alla democrazia. il Mulino, Bologna, 2011. (Editor with Tommaso Piffer).
- Д. С. Лихачёв в общественной жизни России конца XX века / Фонд имени Д. С. Лихачёва. — СПб.: Европейский дом, 2011. — 152 с. ISBN 978-5-8015-0275-5
- Дмитрий Лихачёв. Жизнь и век. — М.: Вита Нова, 2016. — 174 с. ISBN 978-5-8015-0275-5
- The idea of Russia: the life and work of Dmitry Likhachev, London; New York: I.B. Tauris & Co. Ltd, 2017. ISBN 9781784537272, OCLC 972200954
- Collapse: The Fall of the Soviet Union. Yale University Press, 2021. ISBN 978-0300257304 — отмечена «Recognition of Excellence» 2022 Cundill Prize[англ.]
  - Коллапс. Гибель Советского Союза. — АСТ, 2023. — 656 с. — ISBN 978-5-17-151226-2.

## Публицистика
- Цена холодной победы // Эксперт № 1 (735) 27 декабря 2010
- Крах СССР и кризис старых версий // Ведомости 09 декабря 2016